# 黑山路 (上海)
黑山路是位於中國上海市楊浦區一條南北走向道路，道路北起「政治路」，南至政通路、盘山路相交处，道路沿途有上海市同济中学、上海市立圖書館。
道路位于旧上海特别市政府大楼南右侧，所以起初道路得名府南右路。1935年铺設柏油路面。1958年改名黑山路，路名來自辽宁省黑山县。1964年维修。